# Humphrey Ward
Humphrey Ward (Amotherby, 20 gennaio 1899 – Thornton-le-Dale, 16 dicembre 1946) è stato un calciatore inglese, di ruolo difensore.

## Carriera

### Nazionale
Venne convocato nella Nazionale britannica che disputò i Giochi olimpici del 1920 ma disputò neanche una partita.